# Nicolae Dică
Николае Marius Dică (Piteşti, 9. svibnja 1980.) je bivši rumunjski nogometni vezni igrač i trener. Organizirao je igru. Poznat je po prosljeđivanju dugih lopta i oštrim dodavanjima. Za rumunjsku reprezentaciju nastupio je 32 puta i postigao 9 golova. S Rumunjskom nastupio je na europskom prvenstvu 2008.

## Razlika

### Klub
Steaua (Bukurešt)
- rumunjsko prvenstvo: 2004./05., 2005./06.
- rumunjski kup: 2010./11.
- rumunjski Superkup: 2006.
- poluzavršnica Kupa UEFA: 2005./06.

CFR Cluj
- rumunjsko prvenstvo: 2009./10.
- rumunjski kup: 2009./10.

## Vanjske poveznice
- Nicolae Dică na National-Football-Teams.com
- Nicolae Dică na stranicama romaniansoccer.RO
- Nicolae Dică  Arhivirana inačica izvorne stranice od 4. kolovoza 2016. (Wayback Machine), Steaua Bukurešt
- Nicolae Dică – UEFA izvješće